# Sigd
O Sigd (em 
ge'ez: ስግድ, lit.  "Prostração"; em hebraico:  סיגד), também conhecido como Mehlella (em 
ge'ez: ምህላ, lit.  "Suplicação") ou Amata Saww (em 
ge'ez: ዐመተ ሰወ, lit.  "Dia de Agrupamento"), é uma festividade religiosa da comunidade Beta Israel, os judeus etíopes, que comemora a entrega da Torá — ou Orit, na tradição da comunidade — ao profeta Moisés no Monte Sinai. Celebra-se no dia 29 do mês de Cheshvan, 50 dias (7 semanas) após Yom Kippur. Durante a festividade, os membros da comunidade Beta Israel rogam pela reconstrução do Templo, jejuam, recitam salmos, reúnem-se em Jerusalém, e dão graças a Deus por seu regresso à Terra de Israel. Em julho de 2008, o parlamento israelense, a Knesset, reconheceu o Sigd como uma das festividades oficiais do Estado de Israel.